# こづゆ

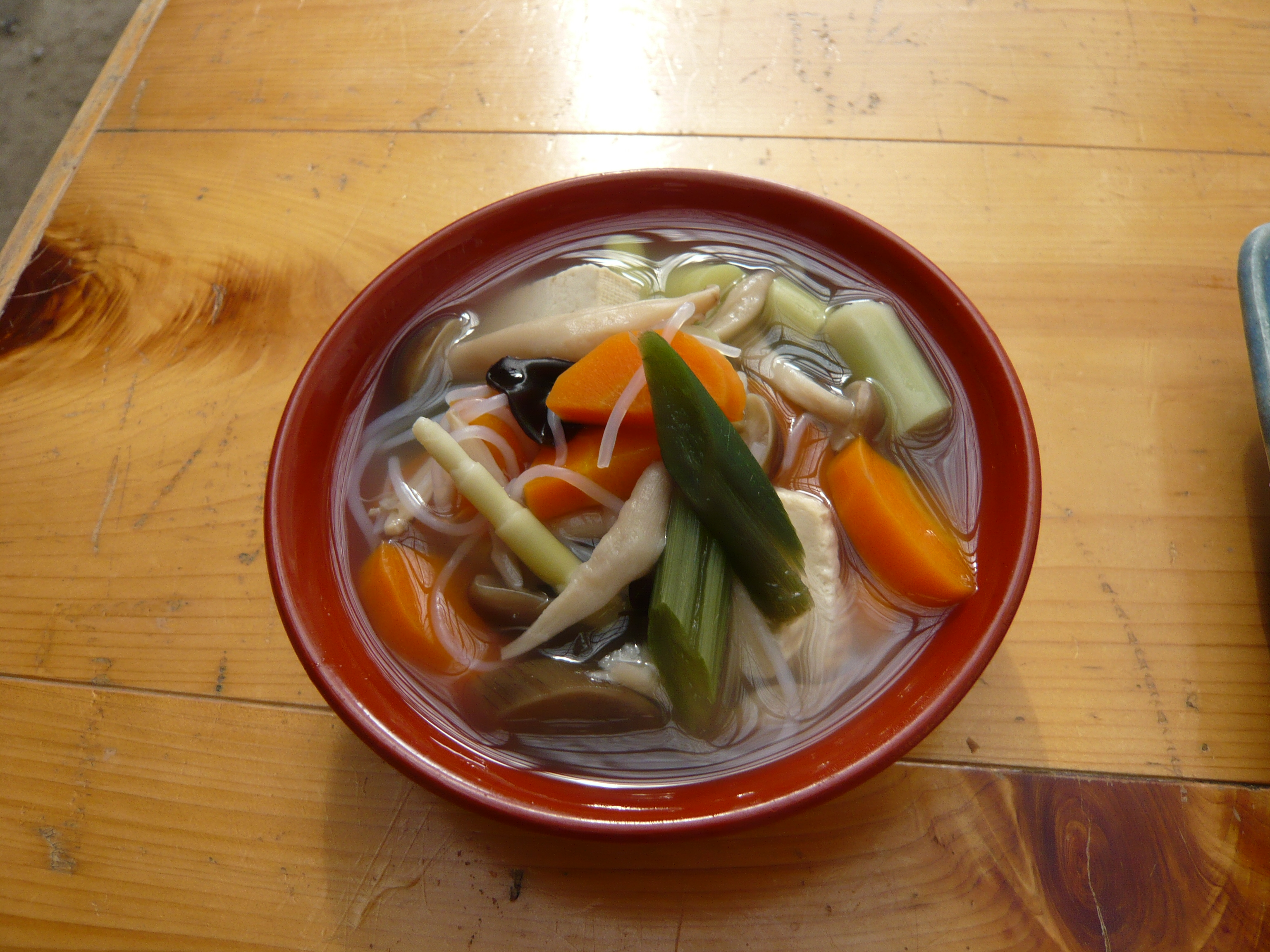
こづゆ

こづゆは、福島県会津地方の郷土料理。

## 概要
会津藩8代藩主松平容敬が参勤交代の時に食べた「重」という料理がルーツと言われる。内陸の会津地方でも入手が可能な、海産物の乾物を素材とした汁物である。江戸時代後期から明治初期にかけて会津藩の武家料理や庶民のごちそうとして広まり、現在でも正月や婚礼などハレの席で振る舞われる郷土料理である。かつては「一の重」「二の重」（あるいは「一の露」「二の露」）と二つのお椀に分けて供されていたが、昭和60年代頃からは1つの椀で「こづゆ」として提供されるようになった。
なお、似たようなレシピで「ざくざく」という家庭料理も作られるが、こちらは昆布・ダイコン・ゴボウなどが加わり、出汁にも煮干しなどが加わる点が異なる。また、南会津地方ではこづゆを「つゆじ」と言うこともある。
交通や冷蔵、冷凍技術が発達していなかった時代、内陸に位置する会津ではハレの席でも新鮮な魚介類を用意することが難しかった。このため、乾物を材料とした料理・こづゆが祝いの料理として定着した。こづゆは専用の手塩皿と呼ばれる、小さく浅い会津塗の朱塗の器に盛られて振る舞われる。これは、「豪華な料理は用意できませんでしたが、これなら何杯でもおかわりして下さい」という意味を持っている。このため、こづゆに限り、正式な祝いの席でお代わりを申し出ても無礼には当たらない。

## レシピ
乾物のホタテの貝柱を水で戻し、出汁を取る。出汁を取ったあとも貝柱は取り出さず、そのまま調理する。一口大に刻んだサトイモ、ニンジン、2 - 3cmに切ったしらたき、シイタケ、キクラゲ、ギンナン、インゲン、姫竹など（地域や家庭により、材料は若干変わる）を加えて煮込む。最後に豆麩を入れて、日本酒、醤油で薄めの味に整える。具材は7種類か9種類にすると、奇数で縁起が良いとされる。会津塗の大平という椀に盛られ、手塩皿という朱塗りの小皿に取り分けて饗される。
入れる材料が多く、下ごしらえも必要なため、現在では基本的な材料をパックにまとめた「こづゆセット」が現地のスーパーや土産屋で販売されている。